# Minișu de Sus
Minișu de Sus – wieś w Rumunii, w okręgu Arad, w gminie Tauț. W 2011 roku liczyła 71 mieszkańców. 